# Штенцель, Паскаль
Паскаль Штенцель (нем. Pascal Stenzel; 20 марта 1996, Бюнде, Северный Рейн-Вестфалия) — немецкий футболист, полузащитник клуба «Штутгарт».

## Клубная карьера
В 2013 году Штенцель перебрался в академию «Боруссии» из клуба «Оснабрюк». Спустя год стал выступать за вторую команду «Боруссии». Его профессиональный дебют состоялся 2 августа 2014 года в матче 3 Бундеслиги против «Хольштайн Киль». В рамках подготовки к сезону 2015/16 присоединился к первой команде «Боруссии». Дебютировал в официальном матче за основную команду «Боруссии» 10 декабря 2015 года в матче группового этапа Лиги Европы против греческого ПАОК (0:1).
29 января 2016 года Штенцель на правах аренды перешёл во «Фрайбург» до 30 июня 2017 года, где сразу стал игроком основы и провел 11 матчей во второй Бундеслиге. В сезоне 2019/20 Паскаль Штенцель на правах аренды присоединился ко «Штутгарту».

## Достижения
«Фрайбург»
- Чемпион Второй Бундеслиги: 2015/16

«Штутгарт»
- Обладатель Кубка Германии: 2024/25